# Hermacha anomala
Hermacha anomala là một loài nhện trong họ Nemesiidae.
Hermacha anomala được miêu tả năm 1880 bởi Bertkau.